# 相馬亜美
相馬 亜美（そうま つぐみ、1986年2月8日 - ）は、日本の歌手、タレント。

## 来歴

### ランタイム時代
1986年2月8日、北海道に生まれる。中学生の頃からランタイムに所属し、RunZを経てRED WORKER'zのメンバーとなる。
2005年、舞衣子がRED WORKER'zのメンバーとともにMARIAを結成したときには、RED WORKER'zのメンバーの中でただ1人結成に参加しなかった。

### メタルバンドからannzへ
MARIA の結成によりRED WORKER'zが活動休止状態となった後は、ヘヴィ・ラウド系バンド「黯國鶇」やメタルバンド「SEED」を結成して活動していたが、2009年10月、ガールズバンドannzにギター＆ボーカルとして参加する。2010年にはTSUGUMI×annzとしてシングル『人魚 〜コトバ・アツク・アツク〜』をリリースしたが、2011年1月にannzは活動を休止する。

### 歌手以外の活動
2011年、青華堂が展開する萌えプリンオーディションに参加する。オーディションの最終選考会では、レベルの高いダンスと自ら作詞作曲した曲を評価されてアイドル賞を受賞し、みるき〜ガールズのメンバーとなるが、2012年5月1日に萌えプリンアイドルプロジェクトからの脱退が発表される。
一方で、2012年3月からは競走馬のふるさと案内所とJBISサーチが共同で進めている企画「競馬女子部」のメンバーとして活動している。

## ディスコグラフィー
- 人魚 〜コトバ・アツク・アツク〜（2010年8月25日）- 「TSUGUMI×annz」名義。

## 出演

### テレビ
- ぞーんぽた〜じゅ（北海道文化放送） - レギュラー
- ウェルカムTV（2010年3月28日[12]、テレビ東京）
- 秘密諜報員 エリカ（2011年12月1日[13]、読売テレビ） - メイド指導[14]

### ラジオ
- 堀川りょうの声優への道 改（ラジオ大阪） - 2011年8月アシスタントMC[15]

### CM
- うまいっしょ（ハウス食品）[2]

### PV
- 僕の手紙[16]
- Just 4 your Luv[2]
- snowy love[2]